# James W. Grimes

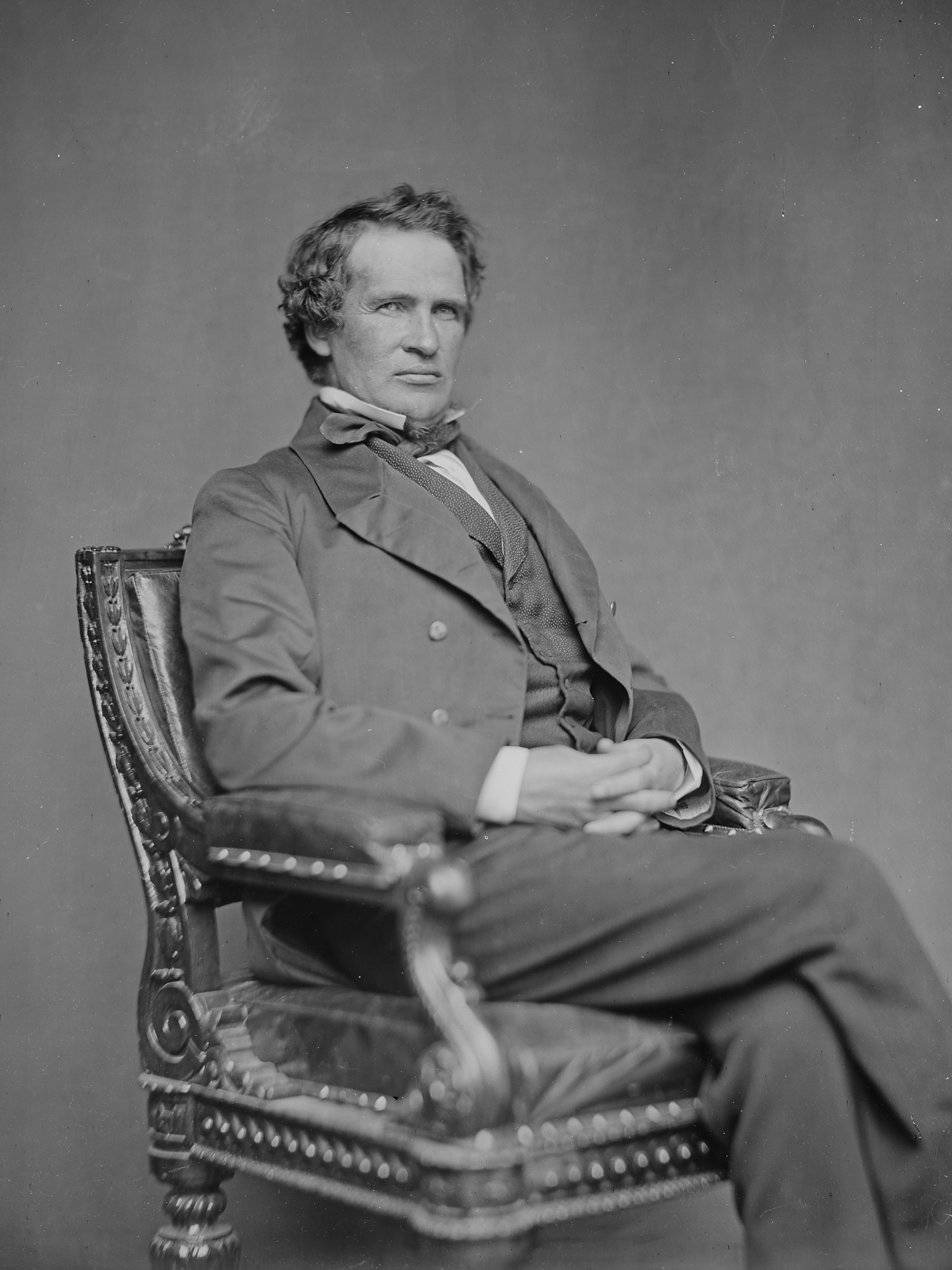
James W. Grimes

James Wilson Grimes, född 20 oktober 1816 i Deering, New Hampshire, död 7 februari 1872 i Burlington, Iowa, var en amerikansk politiker. Han var den tredje guvernören i delstaten Iowa 1854–1858. Han representerade Iowa i USA:s senat 1859–1869.
Grimes studerade vid Dartmouth College. Han gick med i whigpartiet och var ledamot av Iowaterritoriets lagstiftande församling 1838–1839 och 1843–1844.
Grimes efterträdde 1854 demokraten Stephen Hempstead som guvernör i Iowa. Efter sin tid som guvernör bytte Grimes parti till republikanerna och efterträdde 1859 George W. Jones som senator för Iowa.
USA:s president Andrew Johnson ställdes inför riksrätt men frikändes i senaten med en rösts marginal. Grimes var 26 maj 1868 en av sju republikaner som röstade för att frikänna demokraten Johnson. De sex övriga var William P. Fessenden, Joseph S. Fowler, Peter G. Van Winkle, John B. Henderson, Lyman Trumbull och Edmund G. Ross. Grimes avgick 1869 av hälsoskäl. Han efterträddes i januari 1870 som senator av James B. Howell.
Grimes grav finns på Aspen Grove Cemetery i Burlington.